# Стар Џанкшон (Пенсилванија)
Стар Џанкшон (енгл. Star Junction) насељено је место без административног статуса у америчкој савезној држави Пенсилванија.

## Демографија
По попису из 2010. године број становника је 616.
| Група             | 2000.    | 2010.       |
| Белци             | 0 (0,0%) | 605 (98,2%) |
| Афроамериканци    | 0 (0,0%) | 1 (0,2%)    |
| Азијати           | 0 (0,0%) | 0 (0,0%)    |
| Хиспаноамериканци | 0 (0,0%) | 0 (0,0%)    |
| Укупно            | 0        | 616         |